# Listă de filme cu zombi
Un zombi este o creatură fictivă care apare în cărți și în cultura populară de obicei ca un mort reînviat sau un om fără gândire.
Povestirile cu zombi își au originea în sistemul spiritual de credințe afro-caraibian (din Haiti) Voodoo, care spune că unii oameni devin controlați de către un vrăjitor puternic, devenind astfel supușii lui. 
Zombii au devenit personaje populare în cărțile și în filmele moderne, mai ales datorită succesului din 1968 al filmului lui George A. Romero numit Noaptea morților vii.
Aceasta este o listă de filme cu zombi:

## Filme
Cuprins: Început - 0–9 A B C D E F G H I J K L M N O P Q R S T U V W X Y Z

| Titlu | Regizor                                                     | An                      | Note | Referințe                               |
| --- | ----------------------------------------------------------- | ----------------------- | --- | --------------------------------------- |
| 3 Hours Till Dead | Jason Mills                                                 | 2016                    | | [ 2 ]                                   |
| 8th Plague | Franklin Guerrero Jr                                        | 2006                    | | [ 3 ]                                   |
| 13 Eerie | Lowell Dean                                                 | 2013                    | | [ 4 ]                                   |
| 28 Days Later (După 28 de zile) | Danny Boyle                                                 | 2002                    | oameni infectați | [ 5 ] [ 6 ]                             |
| 28 Weeks Later (După 28 de săptămâni) | Juan Carlos Fresnadillo                                     | 2007                    | sequel al 28 Days Later                                                                                                | [ 5 ]                                   |
| Abraham Lincoln vs. Zombies | Richard Schenkman                                           | 2012                    | mockbuster al Abraham Lincoln: Vampire Hunter                                                                          | [ 7 ]                                   |
| After Sundown | Christopher Abram & Michael W. Brown                        | 2006                    | | [ 8 ]                                   |
| Alien Dead | Fred Olen Ray                                               | 1980                    | | [ 9 ] [ 10 ]                            |
| All Souls Day | Jeremy Kasten                                               | 2005                    | | [ 11 ]                                  |
| The Amazing Adventures of the Living Corpse | Justin Paul Ritter                                          | 2012                    | | [ 12 ]                                  |
| American Zombie | Grace Lee                                                   | 2007                    | | [ 13 ]                                  |
| Anger of the Dead | Francesco Picone                                            | 2016                    | | [ 14 ]                                  |
| Anna and the Apocalypse | John McPhail                                                | 2018                    | | [ 15 ]                                  |
| The Astro-Zombies | Ted V. Mikels                                               | 1968                    | | [ 16 ]                                  |
| Automaton Transfusion | Steven C. Miller                                            | 2006                    | | [ 17 ]                                  |
| Autumn | Steven Rumbelow                                             | 2009                    | | [ 18 ]                                  |
| Baron Blood (Gli orrori del castello di Norimberga) | Mario Bava                                                  | 1972                    | | [ 19 ]                                  |
| Bath Salt Zombies | Dustin Mills                                                | 2013                    | droguri care transformă oamenii în zombii care mănâncă carne                                                           | [ 20 ]                                  |
| The Battery | Jeremy Gardner                                              | 2012                    | | [ 21 ]                                  |
| Battle Girl: The Living Dead in Tokyo Bay (Batoru gâru) | Kazuo Komizu                                                | 1991                    | | [ 22 ]                                  |
| Battle of the Damned (Războiul damnaților) | Christopher Hatton                                          | 2013                    | roboți care luptă cu zombii                                                                                            | [ 23 ]                                  |
| Battlefield Baseball (Jigoku Kôshien) | Yūdai Yamaguchi                                             | 2003                    | | [ 24 ]                                  |
| Beneath Still Waters | Brian Yuzna                                                 | 2005                    | | [ 25 ]                                  |
| Beneath the Surface | Blake Reigle                                                | 2007                    | | [ 26 ]                                  |
| Beverly Hills Bodysnatchers | Jonathan Mostow                                             | 1989                    | | [ 27 ]                                  |
| Beverly Lane | Joshua Hull                                                 | 2010                    | | [ 28 ]                                  |
| The Beyond | Lucio Fulci                                                 | 1981                    | al doilea film din trilogia The Gates of Hell                                                                          | [ 29 ]                                  |
| Beyond Re-Animator | Brian Yuzna                                                 | 2003                    | | [ 30 ] [ 31 ]                           |
| Big Tits Zombie (Big Tits Dragon: Hot Spring Zombie vs. Stripper 5) | Takao Nakano                                                | 2010                    | | [ 32 ]                                  |
| Bio Zombie (Sun faa sau si) | Wilson Yip                                                  | 1998                    | | [ 33 ]                                  |
| Biohazardous | Michael J. Hein                                             | 2001                    | | [ 34 ]                                  |
| Black Demons (Dèmoni 3) | Umberto Lenzi                                               | 1991                    | fără legătură cu filmele Demoni de Lamberto Bava                                                                       | [ 35 ]                                  |
| Black Magic 2 (Gou hun jiang tou, Revenge of the Zombies) | Ho Meng Hua                                                 | 1976                    | | [ 36 ]                                  |
| Black Sheep | Jonathan King                                               | 2006                    | oi-zombi | [ 37 ]                                  |
| Black Swarm (Night of the Drones) | David Winning                                               | 2007                    | | [ 38 ]                                  |
| Bled White | Jose Carlos Gomez                                           | 2011                    | | [ 39 ]                                  |
| Block Z | Mikhail Red                                                 | 2019                    | pandemie virală |                                         |
| Blood Creek (Creek, Town Creek) | Joel Schumacher                                             | 2009                    | | [ 40 ]                                  |
| Blood Quantum | Jeff Barnaby                                                | 2019                    | Efectele sociale ale unui focar de zombi asupra unei comunități din Primele Națiuni care sunt imune fizic la ea        | [ 41 ]                                  |
| Blood of the Beast | Georg Koszulinski                                           | 2003                    | | [ 42 ]                                  |
| Blood of Ghastly Horror | Al Adamson                                                  | 1972                    | | [ 43 ]                                  |
| Bloodsuckers from Outer Space | Glen Coburn                                                 | 1984                    | | [ 44 ]                                  |
| Bone Sickness | Brian Paulin                                                | 2004                    | | [ 45 ]                                  |
| The Boneyard | James Cummins                                               | 1990                    | | [ 46 ]                                  |
| The Book of Zombie | Scott Kragelund, Paul Cranefield, Erik Van Sant             | 2009                    | | [ 47 ]                                  |
| Bowery at Midnight | Wallace Fox                                                 | 1942                    | | [ 48 ]                                  |
| Boy Eats Girl | Stephen Bradley                                             | 2005                    | | [ 49 ]                                  |
| Brain Blockers | Lincoln Kupchak                                             | 2007                    | | [ 50 ]                                  |
| Brain Dead | Kevin Tenney                                                | 2007                    | | [ 51 ]                                  |
| Braindead (Dead Alive) | Peter Jackson                                               | 1992                    | primul film cu zombi din New Zealand                                                                                   | [ 30 ] [ 52 ]                           |
| Bride of Re-Animator | Brian Yuzna                                                 | 1991                    | | [ 53 ]                                  |
| Broken Springs (Broken Springs: Shrine of the Undead Zombie Bastards) | Neeley Lawson                                               | 2009                    | | [ 54 ]                                  |
| Burial Ground: The Nights of Terror | Andrea Bianchi                                              | 1981                    | | [ 55 ]                                  |
| The Burning Dead | Rene Perez                                                  | 2015                    | | [ 56 ]                                  |
| Burying The Ex | Joe Dante                                                   | 2014                    | | [ 57 ]                                  |
| Cargo | Ben Howling and Yolanda Ramke                               | 2017                    | | Format:Circular reference               |
| The Cabin in the Woods | Drew Goddard                                                | 2011                    | zombii apar periferic în scenariu                                                                                      | [ 59 ]                                  |
| Caustic Zombies | Johnny Daggers                                              | 2011                    | | [ 60 ]                                  |
| Cemetery Man (Dellamorte Dellamore) | Michele Soavi                                               | 1994                    | | [ 61 ]                                  |
| Cell | Tod Williams                                                | 2016                    | | [ 62 ]                                  |
| The Children | Max Kalmanowicz                                             | 1980                    | | [ 63 ]                                  |
| Children of the Living Dead | Tor Ramsey                                                  | 2001                    | | [ 64 ]                                  |
| Children Shouldn't Play with Dead Things | Bob Clark                                                   | 1972                    | | [ 65 ]                                  |
| Choking Hazard | Marek Dobes                                                 | 2004                    | | [ 66 ]                                  |
| Chopper Chicks in Zombietown | Dan Hoskins                                                 | 1991                    | | [ 67 ]                                  |
| Christmas with the Dead | Terrill Lee Lankford                                        | 2012                    | |                                         |
| C.H.U.D. II: Bud the C.H.U.D. | David Irving                                                | 1989                    | | [ 68 ]                                  |
| Cooties | Jonathan Milott & Cary Murnion                              | 2015                    | |                                         |
| City of the Living Dead (Paura nella città dei morti viventi) | Lucio Fulci                                                 | 1980                    | primul film din trilogia The Gates of Hell                                                                             | [ 69 ]                                  |
| City of Rott | Frank Sudol                                                 | 2006                    | | [ 70 ]                                  |
| Cockneys vs Zombies | Matthias Hoene                                              | 2012                    | | [ 71 ]                                  |
| Colin | Marc Price                                                  | 2008                    | | [ 72 ]                                  |
| Collapse | MJ Dixon                                                    | 2011                    | | [ 72 ]                                  |
| Contracted | Eric England                                                | 2013                    | |                                         |
| Contracted: Phase II | Josh Forbes                                                 | 2015                    | |                                         |
| Corpses Are Forever | Jose Prendes                                                | 2003                    | | [ 73 ]                                  |
| Creature with the Atom Brain | Edward L. Cahn                                              | 1955                    | | [ 74 ]                                  |
| Creepshow | George A. Romero                                            | 1982                    | | [ 75 ]                                  |
| The Cross of the Devil | John Gilling                                                | 1975                    | | [ 76 ]                                  |
| The Crypt | Craig McMahon                                               | 2009                    | | [ 77 ]                                  |
| The Cured | David Freyne                                                | 2017                    | | [ 78 ]                                  |
| The Curse of the Doll People (Munecos infernales) | Benito Alazraki                                             | 1961                    | | [ 79 ]                                  |
| Curse of the Living Dead (Les Démoniaques) | Jean Rollin                                                 | 1973                    | | [ 80 ]                                  |
| Curse of the Maya (Dawn of the Living Dead, Evil Grave: Curse of the Maya) | David Heavener                                              | 2004                    | | [ 81 ]                                  |
| Dance of the Dead | Gregg Bishop                                                | 2008                    | | [ 82 ]                                  |
| Dark Floors | Pete Riski                                                  | 2009                    | | [ 83 ]                                  |
| Dark Harvest | Paul Moore                                                  | 2004                    | | [ 84 ]                                  |
| Dawn of the Dead | George A. Romero                                            | 1978                    | primul sequel al Night of the Living Dead                                                                              | [ 30 ]                                  |
| Dawn of the Dead (Dimineața morții) | Zack Snyder                                                 | 2004                    | Refacere | [ 85 ]                                  |
| Dawn of the Mummy | Frank Agrama                                                | 1981                    | | [ 86 ]                                  |
| Day of the Dead | George A. Romero                                            | 1985                    | al doilea sequel al Night of the Living Dead                                                                           | [ 87 ]                                  |
| Day of the Dead (Ziua morții) | Steve Miner                                                 | 2008                    | Refacere | [ 88 ]                                  |
| Day of the Dead 2: Contagium | Ana Clavell & James Glenn Dudelson                          | 2005                    | sequel neoficial al Day of the Dead.                                                                                   | [ 89 ]                                  |
| Day of the Dead: Bloodline | Hèctor Hernández Vicens                                     | 2018                    | Remake |                                         |
| Days of Darkness | Jake Kennedy                                                | 2007                    | | [ 90 ]                                  |
| The Dead | Howard J. Ford & Jonathan Ford                              | 2010                    | | [ 91 ]                                  |
| The Dead 2: India | Howard J. Ford & Jonathan Ford                              | 2013                    | | [ 92 ]                                  |
| Dead 7 | Nick Carter                                                 | 2016                    | | [ 93 ]                                  |
| Dead Air | Corbin Bernsen                                              | 2009                    | | [ 94 ]                                  |
| Dead & Breakfast | Matthew Leutwyler                                           | 2004                    | | [ 95 ]                                  |
| Dead & Buried | Gary Sherman                                                | 1981                    | | [ 96 ]                                  |
| The Dead and the Damned | Rene Perez                                                  | 2010                    | | [ 97 ]                                  |
| The Dead and the Damned 2 | Rene Perez                                                  | 2014                    | | [ 98 ]                                  |
| Dead and Deader | Patrick Dinhut                                              | 2006                    | | [ 99 ]                                  |
| Dead Before Dawn | April Mullen                                                | 2012                    | half-zombie, half-demon creature                                                                                       | [ 100 ]                                 |
| The Dead Don't Die | Jim Jarmusch                                                | 2019                    | | [ 101 ]                                 |
| Dead Earth (Paradise Z) | Wych Kaosayananda                                           | 2020                    | | [ 102 ]                                 |
| The Dead Hate the Living! | Dave Parker                                                 | 2000                    | | [ 103 ]                                 |
| Dead Heat | Mark Goldblatt                                              | 1988                    | | [ 104 ]                                 |
| The Dead Inside | Andrew Gilbert                                              | 2013                    | | [ 105 ]                                 |
| Dead Meat | Conor McMahon                                               | 2004                    | | [ 106 ]                                 |
| Dead Men Walking | Peter Mervis                                                | 2005                    | | [ 107 ]                                 |
| Dead Moon Rising | Mark E. Poole                                               | 2007                    | | [ 108 ]                                 |
| The Dead Next Door | J.R. Bookwalter                                             | 1988                    | | [ 109 ]                                 |
| The Dead One | Barry Mahon                                                 | 1961                    | | [ 110 ]                                 |
| El Muerto (The Dead One) | Brian Cox                                                   | 2007                    | | [ 111 ]                                 |
| The Dead Outside | Kerry Anne Mullaney                                         | 2008                    | | [ 112 ]                                 |
| The Dead Pit | Brett Leonard                                               | 1989                    | | [ 113 ]                                 |
| Dead Rising: Watchtower | Zach Lipovsky                                               | 2015                    | | [ 114 ]                                 |
| Dead Sands | Ameera Al Qaed                                              | 2013                    | | [ 115 ]                                 |
| Dead Snow | Tommy Wirkola                                               | 2009                    | | [ 30 ]                                  |
| Dead Snow: Red vs. Dead | Tommy Wirkola                                               | 2014                    | | [ 116 ]                                 |
| Dead Space: Downfall | Chuck Patton                                                | 2008                    | animated film based on Dead Space video game                                                                           | [ 117 ]                                 |
| Dead Within | Ben Wagner                                                  | 2014                    | | [ 118 ]                                 |
| Deadgirl | Marcel Sarmiento & Gadi Harel                               | 2008                    | | [ 119 ]                                 |
| DeadHeads | Brett Pierce & Drew T. Pierce                               | 2011                    | | [ 120 ]                                 |
| Deadly Friend | Wes Craven                                                  | 1986                    | | [ 121 ]                                 |
| Death Warmed Up | David Blythe                                                | 1984                    | | [ 113 ]                                 |
| Deathdream | Bob Clark                                                   | 1974                    | | [ 122 ]                                 |
| Deathwatch | Michael J. Bassett                                          | 2002                    | | [ 123 ]                                 |
| Decay | Luke Thompson                                               | 2012                    | | [ 124 ]                                 |
| Deep River: The Island | Ben Bachelder                                               | 2008                    | | [ 125 ]                                 |
| Descendents (Solos) | Jorge Olguín                                                | 2008                    | billed as first-ever Chilean zombie film                                                                               | [ 126 ] [ 127 ]                         |
| Detention of the Dead | Alex Craig Mann                                             | 2012                    | |                                         |
| The Devil's Daughter (Pocomania) | Arthur H. Leonard                                           | 1939                    | Semi-remake of Ouanga                                                                                                  | [ 128 ]                                 |
| Devil's Playground | Mark McQueen                                                | 2010                    | | [ 129 ]                                 |
| Diary of the Dead | George A. Romero                                            | 2008                    | fourth sequel to Night of the Living Dead                                                                              | [ 130 ]                                 |
| Die-ner (Get It?) | Patrick Horvath                                             | 2010                    | | [ 131 ]                                 |
| Die You Zombie Bastards! | Caleb Emerson                                               | 2005                    | | [ 132 ]                                 |
| Die Zombiejäger | Jonas Wolcher                                               | 2005                    | Sweden's first zombie feature film                                                                                     | [ 133 ]                                 |
| The Discarnates (Summer Among the Zombies, Ijintachi tono natsu) | Nobuhiko Obayashi                                           | 1988                    | | [ 134 ]                                 |
| Doc of the Dead | Alexandre O. Philippe                                       | 2014                    | | [ 135 ]                                 |
| Doctor Blood's Coffin | Sidney J. Furie                                             | 1961                    | | [ 136 ]                                 |
| Doghouse | Jake West                                                   | 2009                    | | [ 137 ]                                 |
| Don't Go in the House | Joseph Ellison                                              | 1980                    | | [ 138 ]                                 |
| Doom | Andrzej Bartkowiak                                          | 2005                    | based loosely on the 1994 video game                                                                                   | [ 139 ]                                 |
| Dorm of the Dead | Donald Farmer                                               | 2007                    | | [ 140 ]                                 |
| Dylan Dog: Dead of Night | Kevin Munroe                                                | 2011                    | | [ 141 ]                                 |
| The Earth Dies Screaming | Terence Fisher                                              | 1964                    | | [ 142 ]                                 |
| Eat Me! (The Eaters) | Katie Carman                                                | 2009                    | | [ 143 ]                                 |
| Ed and His Dead Mother | Jonathan Wacks                                              | 1993                    | | [ 144 ]                                 |
| Edges of Darkness | Jason Horton & Blaine Cade                                  | 2008                    | | [ 145 ]                                 |
| In un giorno la fine (The End?) | Daniele Misischia                                           | 2017                    | | [ 146 ]                                 |
| Endzeit (Ever After) | Carolina Hellsgard                                          | 2018                    | | [ 147 ]                                 |
| Erotic Nights of the Living Dead (Sexy Nights of the Living Dead) | Joe D'Amato                                                 | 1980                    | | [ 148 ]                                 |
| Evil (To Κακό) | Yorgos Noussias                                             | 2005                    | | [ 149 ] [ 150 ]                         |
| Evil Head | Doug Sakmann                                                | 2012                    | adult parody of The Evil Dead                                                                                          | [ 151 ]                                 |
| Evil: In the Time of Heroes (To Κακό 2: Στην Eποχή Tων Hρώων) | Yorgos Noussias                                             | 2009                    | sequel to To Κακό | [ 152 ]                                 |
| Exhumed | Brian Clement                                               | 2003                    | | [ 153 ]                                 |
| Exit Humanity | John Geddes                                                 | 2011                    | |                                         |
| Extinction | Miguel Angel Vivas                                          | 2015                    | | [ 154 ]                                 |
| Fading of the Cries | Brian A. Metcalf                                            | 2011                    | | [ 155 ]                                 |
| Fantasy Island | Jeff Wadlow                                                 | 2020                    | |                                         |
| Fido | Andrew Currie                                               | 2006                    | | [ 156 ]                                 |
| First Platoon | Chris Gabriel                                               | 2011                    | | [ 157 ]                                 |
| Fist of Jesus | Adrián Cardona & David Muñoz                                | 2012                    | Jesus in an Spanis splatter short film                                                                                 | [ 158 ]                                 |
| Flesheater (Zombie Nosh) | Bill Hinzman                                                | 1988                    | | [ 159 ]                                 |
| Flick | David Howard                                                | 2008                    | | [ 160 ]                                 |
| Flight of the Living Dead: Outbreak on a Plane | Scott Thomas                                                | 2007                    | | [ 161 ]                                 |
| The Fog | John Carpenter                                              | 1980                    | called ghosts in the film                                                                                              | [ 162 ]                                 |
| Forbidden Siren (Sairen) | Yukihiko Tsutsumi                                           | 2006                    | live-action adaptation of Siren video game series                                                                      | [ 163 ]                                 |
| Forest of the Dead | Brian Singleton                                             | 2007                    | | [ 164 ]                                 |
| The Four Skulls of Jonathan Drake | Edward L. Cahn                                              | 1959                    | | [ 165 ]                                 |
| Frankenhooker | Frank Henenlotter                                           | 1990                    | | [ 166 ]                                 |
| Frankenstein Island | Jerry Warren                                                | 1981                    | | [ 167 ]                                 |
| Frankenstein's Army | Richard Raaphorst                                           | 2013                    | | [ 168 ]                                 |
| Freaks of Nature | Robbie Pickering                                            | 2015                    | | [ 169 ]                                 |
| Frozen Scream | Frank Roach                                                 | 1980                    | | [ 170 ]                                 |
| Gallowwalkers | Andrew Goth                                                 | 2009                    | | [ 171 ]                                 |
| Gangs of the Dead (Last Rites) | Duane Stinnett                                              | 2006                    | | [ 172 ]                                 |
| Garden of the Dead | John Hayes                                                  | 1974                    | | [ 173 ]                                 |
| George: A Zombie Intervention | J.T. Seaton                                                 | 2009                    | | [ 174 ]                                 |
| Germ Z | J.T. Boone                                                  | 2013                    | oameni infectați | [ 175 ]                                 |
| The Ghost Breakers | George Marshall                                             | 1940                    | | [ 176 ]                                 |
| Ghost Brigade (The Lost Brigade) | George Hickenlooper                                         | 1993                    | | [ 22 ]                                  |
| The Ghost Galleon | Amando de Ossorio                                           | 1974                    | third film in de Ossorio's Blind Dead series                                                                           | [ 177 ]                                 |
| The Ghouls (Cannibal Dead: The Ghouls, Urban Cannibals) | Chad Ferrin                                                 | 2003                    | | [ 178 ]                                 |
| The Girl with All the Gifts | Colm McCarthy                                               | 2016                    | | [ 179 ]                                 |
| Go Goa Gone | Raj Nidimoru and Krishna D.K.                               | 2013                    | publicized as India's first "zom-com"                                                                                  | [ 180 ]                                 |
| Goal of the Dead | Thierry Poiraud and Benjamin Rocher                         | 2014                    | | [ 181 ]                                 |
| Gory Gory Hallelujah | Sue Corcoran                                                | 2003                    | | [ 182 ]                                 |
| Grave Mistake | Shawn Darling                                               | 2008                    | | [ 183 ]                                 |
| Graveyard Alive: A Zombie Nurse in Love | Elza Kephart                                                | 2004                    | | [ 184 ]                                 |
| The Guard Post | Kong Su-chang                                               | 2008                    | | [ 185 ]                                 |
| The Hanging Woman (Return of the Zombies) | José Luis Merino                                            | 1973                    | | [ 186 ]                                 |
| Hell of the Living Dead (Night of the Zombies) | Bruno Mattei                                                | 1981                    | | [ 187 ]                                 |
| Here Alone | Rod Blackhurst                                              | 2016                    | | [ 188 ]                                 |
| The Hidan of Maukbeiangjow (Invasion of the Girl Snatchers, Kaspar and Prudence Laugh Till It Hurts at The Killers of the Zombie Plot: A Musical)                                                                | Lee Jones                                                   | 1973                    | aliens possess corpses                                                                                                 | [ 189 ]                                 |
| Hide and Creep | Chuck Hartsell & Chance Shirley                             | 2004                    | | [ 190 ]                                 |
| The Hive | David Yarovesky                                             | 2014                    | |                                         |
| Hood of the Living Dead | Eduardo Quiroz & Jose Quiroz                                | 2005                    | | [ 191 ] [ 192 ]                         |
| The Horde (La Horde) | Yannick Dahan & Benjamin Rocher                             | 2009                    | | [ 193 ]                                 |
| Horror Express (Pánico en el Transiberiano, Panic on the Trans-Siberian Express) | Eugenio Martín                                              | 1973                    | | [ 194 ]                                 |
| The Horror of Party Beach | Del Tenney                                                  | 1964                    | | [ 195 ]                                 |
| Horror Rises from the Tomb | Carlos Aured                                                | 1972                    | | [ 196 ]                                 |
| Horrors of War | Peter John Ross & John Whitney                              | 2006                    | | [ 197 ]                                 |
| Horrorween | Joe Estevez                                                 | 2010                    | | [ 198 ] [ 199 ]                         |
| The House by the Cemetery | Lucio Fulci                                                 | 1981                    | third film in The Gates of Hell trilogy                                                                                | [ 196 ]                                 |
| House of the Damned | Sean Weathers                                               | 1996                    | | [ 200 ]                                 |
| House of the Dead | Uwe Boll                                                    | 2003                    | | [ 201 ]                                 |
| House of the Dead 2 | Michael Hurst                                               | 2005                    | | [ 202 ]                                 |
| House of the Living Dead (Doctor Maniac) | Ray Austin                                                  | 1973                    | | [ 203 ]                                 |
| The House of Seven Corpses | Paul Harrison                                               | 1974                    | | [ 204 ] [ 205 ]                         |
| Hysterical | Chris Bearde                                                | 1983                    | | [ 206 ]                                 |
| I Am a Hero | Shinsuke Sato                                               | 2016                    | | [ 207 ]                                 |
| I Am Legend | Francis Lawrence                                            | 2007                    | oameni infectați. Third adaptation of the novel, I Am Legend                                                           | [ 208 ] [ 209 ] [ 210 ] [ 211 ] [ 212 ] |
| I Am Omega | Griff Furst                                                 | 2007                    | mockbuster based on I Am Legend                                                                                        | [ 213 ]                                 |
| I Eat Your Skin (Zombies) | Del Tenney                                                  | 1964 (released in 1970) | | [ 214 ]                                 |
| Inmate Zero (Patients of a Saint) | Russell Owen                                                | 2019                    | | [ 215 ]                                 |
| I Sell the Dead | Glenn McQuaid                                               | 2008                    | | [ 216 ]                                 |
| I Walked with a Zombie | Jacques Tourneur                                            | 1943                    | | [ 61 ] [ 217 ]                          |
| I Was a Teenage Zombie | John Elias Michalakis                                       | 1987                    | | [ 218 ]                                 |
| I Was a Zombie for the F.B.I. | Marius Penczner                                             | 1982                    | | [ 219 ]                                 |
| I, Zombie: The Chronicles of Pain (I, Zombie) | Andrew Parkinson                                            | 1999                    | | [ 220 ]                                 |
| The Incredibly Strange Creatures Who Stopped Living and Became Mixed-Up Zombies | Ray Dennis Steckler                                         | 1964                    | | [ 221 ]                                 |
| Insanitarium | Jeff Buhler                                                 | 2008                    | | [ 222 ]                                 |
| Invisible Invaders | Edward L. Cahn                                              | 1959                    | aliens possess corpses                                                                                                 | [ 223 ]                                 |
| Island: Wedding of the Zombies (Ada: Zombilerin Düğünü, The Zombie Wedding) | Murat Emir Eren, Talip Ertürk                               | 2010                    | | [ 224 ]                                 |
| Isle of the Snake People (La muerte viviente) | Juan Ibáñez                                                 | 1971                    | | [ 225 ]                                 |
| JeruZalem | Doron Paz and Yoav Paz                                      | 2015                    | | [ 226 ] [ 227 ] [ 228 ] [ 229 ]         |
| Juan of the Dead (Juan de los Muertos) | Alejandro Brugués                                           | 2010                    | Cuba's first zombie movie                                                                                              | [ 230 ]                                 |
| Junk (Shiryo-gari) | Atsushi Muroga                                              | 2000                    | | [ 231 ] [ 134 ]                         |
| Kampung Zombie (Zombie Village) | Billy Christian                                             | 2015                    | Publicised as Indonesia's first zombie film                                                                            | [ 232 ]                                 |
| Killing Spree | Tim Ritter                                                  | 1987                    | | [ 233 ]                                 |
| King of the Zombies | Jean Yarbrough                                              | 1941                    | | [ 233 ]                                 |
| The Kirishima Thing (Kirishima, Bukatsu Yamerutteyo) | Daihachi Yoshida                                            | 2012                    | protagonist is an admirer of George Romero's zombie films and tries to shot a student zombie film with his schoolmates | [ 234 ]                                 |
| Kiss Daddy Goodbye (Revenge of the Zombie) | Patrick Regan                                               | 1981                    | | [ 235 ] [ 236 ]                         |
| KL Zombi | Woo Ming Jin                                                | 2011                    | | [ 237 ]                                 |
| Kung Fu Zombie (Wu long tian shi zhao ji gui) | Hwa I Hung                                                  | 1981                    | | [ 238 ]                                 |
| L.A. Zombie (Gay of the Dead) | Bruce LaBruce                                               | 2010                    | adult film | [ 239 ]                                 |
| Land of the Dead | George A. Romero                                            | 2005                    | third sequel to Night of the Living Dead                                                                               | [ 240 ] [ 241 ]                         |
| The Last Days on Mars | Ruairí Robinson                                             | 2013                    | | [ 242 ]                                 |
| The Last Man on Earth (L'ultimo uomo della Terra) | Ubaldo Ragona                                               | 1964                    | oameni infectați. First adaptation of the novel, I Am Legend                                                           | [ 243 ]                                 |
| Last of the Living | Logan McMillan                                              | 2008                    | | [ 244 ]                                 |
| Last Rites of the Dead | Marc Fratto                                                 | 2006                    | |                                         |
| The Legend of the 7 Golden Vampires | Roy Ward Baker                                              | 1973                    | | [ 245 ]                                 |
| Legion of the Night | Matt Jaissle                                                | 1995                    | | [ 246 ]                                 |
| Let Sleeping Corpses Lie | Jorge Grau                                                  | 1974                    | | [ 61 ] [ 247 ]                          |
| Life After Beth | Jeff Baena                                                  | 2014                    | | [ 248 ]                                 |
| Lifeforce | Tobe Hooper                                                 | 1985                    | |                                         |
| A Little Bit Zombie | Casey Walker                                                | 2012                    | | [ 249 ] [ 250 ]                         |
| Little Monsters | Abe Forsythe                                                | 2019                    | | [ 251 ]                                 |
| Livelihood | Ryan Graham                                                 | 2005                    | | [ 52 ]                                  |
| Machine Head | Michael Patrick, Leonard Murphy                             | 2000                    | | [ 252 ]                                 |
| The Mad | John Kalangis                                               | 2007                    | | [ 253 ]                                 |
| Maggie | Henry Hobson                                                | 2015                    | | [ 254 ]                                 |
| Make-out with Violence | Deagol Brothers                                             | 2008                    | | [ 255 ]                                 |
| Maniac | Dwain Esper                                                 | 1934                    | | [ 256 ]                                 |
| Maniac Cop | William Lustig                                              | 1988                    | | [ 257 ]                                 |
| Maniac Cop 2 | William Lustig                                              | 1990                    | | [ 258 ]                                 |
| Mansion of the Living Dead | Jesús Franco                                                | 1982                    | | [ 259 ]                                 |
| Meat Market | Brian Clement                                               | 2000                    | | [ 260 ]                                 |
| Meat Market 2 | Brian Clement                                               | 2001                    | | [ 260 ]                                 |
| Messiah of Evil | Willard Huyck & Gloria Katz                                 | 1972                    | | [ 261 ]                                 |
| Miruthan | Shakti Soundar Rajan                                        | 2016                    | | [ 262 ]                                 |
| Miss Zombie | Sabu                                                        | 2013                    | | [ 263 ]                                 |
| Monstrosity | Joseph Mascelli                                             | 1963                    | shown on MST3K as The Atomic Brain                                                                                     | [ 264 ]                                 |
| La Morte Vivante (The Living Dead Girl) | Jean Rollin                                                 | 1982                    | | [ 265 ]                                 |
| Mortuary | Tobe Hooper                                                 | 2005                    | | [ 266 ]                                 |
| Mulberry Street | Jim Mickle                                                  | 2006                    | | [ 267 ] [ 268 ]                         |
| Mutant | John Cardos                                                 | 1984                    | | [ 269 ]                                 |
| Mutants | David Morlet                                                | 2009                    | | [ 270 ]                                 |
| My Boyfriend's Back | Bob Balaban                                                 | 1993                    | | [ 271 ]                                 |
| Die Nacht der lebenden Loser (Night of the Living Dorks) | de⁠(Mathias Dinter)[Dinter&page=de&targettitle=de traduceți] | 2004                    | | [ 272 ]                                 |
| Navyseals vs. Zombies | Stanton Barrett                                             | 2015                    | |                                         |
| Necropolis Awakened | Garrett White                                               | 2002                    | | [ 273 ]                                 |
| Netherworld | David Schmoeller                                            | 1991                    | | [ 274 ]                                 |
| The Night Eats the World | Dominique Rocher                                            | 2018                    | | [ 275 ]                                 |
| Night Life | David Acomba                                                | 1989                    | | [ 276 ]                                 |
| Night of the Comet | Thom Eberhardt                                              | 1984                    | | [ 277 ]                                 |
| Night of the Creeps | Fred Dekker                                                 | 1986                    | | [ 278 ]                                 |
| Night of the Day of the Dawn of the Son of the Bride of the Return of the Revenge of the Terror of the Attack of the Evil, Mutant, Alien, Flesh Eating, Hellbound, Zombified Living Dead Part 2: In Shocking 2-D | James Riffel                                                | 1991                    | | [ 279 ] [ 280 ]                         |
| Night of the Dead (Night of the Leben Tod) | Eric Forsberg                                               | 2006                    | | [ 281 ]                                 |
| Night of the Living Dead | George A. Romero                                            | 1968                    | first film to depict zombies as reanimated cannibalistic cadavers                                                      | [ 282 ] [ 283 ] [ 284 ]                 |
| Night of the Living Dead | Tom Savini                                                  | 1990                    | Remake | [ 258 ] [ 285 ]                         |
| Night of the Living Dead | Chad Zuver                                                  | 2014                    | Remake | [ 258 ] [ 285 ]                         |
| Night of the Living Dead 3D (Night of the Living DE3D) | Jeff Broadstreet                                            | 2006                    | | [ 286 ]                                 |
| Night of the Living Dead 3D: Re-Animation | Jeff Broadstreet                                            | 2012                    | prequel to Night of the Living Dead 3D                                                                                 | [ 287 ]                                 |
| Night of the Living Dead: Darkest Dawn | Zebediah de Soto                                            | 2015                    | | [ 287 ] [ 288 ]                         |
| Night of the Living Dead: Reanimated | Mike Schneider                                              | 2009                    | | [ 289 ]                                 |
| Night of the Living Deb | Kyle Rankin                                                 | 2015                    | |                                         |
| Night of the Seagulls | Amando de Ossorio                                           | 1975                    | fourth film in de Ossorio's Blind Dead series                                                                          | [ 285 ]                                 |
| The Night Shift | Thomas Smith                                                | 2009                    | based on a 2009 short film of the same title                                                                           | [ 290 ]                                 |
| Nightmare City (City of the Walking Dead) | Umberto Lenzi                                               | 1980                    | | [ 291 ]                                 |
| Ninjas vs. Zombies | Justin Timpane                                              | 2008                    | | [ 292 ]                                 |
| Nudist Colony of the Dead | Mark Pirro                                                  | 1991                    | | [ 293 ]                                 |
| Oasis of the Zombies | Jesús Franco                                                | 1982                    | French-Spanish co-production                                                                                           | [ 294 ]                                 |
| The Odd Family: Zombie on Sale | Lee Min-jae                                                 | 2019                    | | [ 295 ]                                 |
| Office Uprising | Lin Oeding                                                  | 2018                    | o băutură transformă oamenii în zombi                                                                                  | [ 296 ]                                 |
| Oh! My Zombie Mermaid (Â! Ikkenya puroresu) | Naoki Kubo                                                  | 2004                    | sirena nu este un zombi, dar apare un personaj zombi                                                                   | [ 297 ]                                 |
| Ojuju | C.J. Obasi                                                  | 2014                    | | [ 298 ]                                 |
| One Cut of the Dead | Shinichiro Ueda                                             | 2018                    | | [ 299 ]                                 |
| One Dark Night | Tom McLoughlin                                              | 1983                    | | [ 300 ]                                 |
| Open Grave | Gonzalo López-Gallego                                       | 2013                    | |                                         |
| Ouanga | George Terwillger                                           | 1936                    | |                                         |
| Outpost | Steve Barker                                                | 2008                    | | [ 301 ]                                 |
| Outpost: Black Sun | Steve Barker                                                | 2012                    | |                                         |
| Outpost: Rise of the Spetsnaz | Kieran Parker                                               | 2013                    | |                                         |
| Overlord | Julius Avery                                                | 2018                    | | [ 302 ]                                 |
| Ozone | J.R. Bookwalter                                             | 1993                    | drog care transformă oamenii în zombi care mănâncă carne                                                               | [ 303 ]                                 |
| ParaNorman | Sam Fell & Chris Butler                                     | 2012                    | descris ca un „film cu zombi pentru copii”                                                                             | [ 304 ]                                 |
| Pathogen | Emily Hagins                                                | 2006                    | documentarul Zombie Girl: The Movie descrie realizarea acestui film                                                    | [ 305 ]                                 |
| Patient Zero | Stefan Ruzowitzky                                           | 2017                    | | [ 306 ]                                 |
| Peninsula | Yeon Sang-ho                                                | 2020                    | Followup to Train to Busan, set in the same Universe                                                                   | [ 307 ]                                 |
| Pet Sematary | Mary Lambert                                                | 1989                    | | [ 308 ]                                 |
| Pet Sematary | Kevin Kölsch & Dennis Widmyer                               | 2019                    | |                                         |
| Pet Sematary Two | Mary Lambert                                                | 1992                    | | [ 309 ]                                 |
| Phantasm | Don Coscarelli                                              | 1979                    | |                                         |
| Phantasm II | Don Coscarelli                                              | 1988                    | |                                         |
| Phantasm III: Lord of the Dead | Don Coscarelli                                              | 1994                    | |                                         |
| Phi Ha Ayodhaya (The Black Death) | Chalermchatri Yukol                                         | 2015                    | | [ 310 ]                                 |
| Pirates of the Caribbean: On Stranger Tides | Rob Marshall                                                | 2011                    | | [ 311 ]                                 |
| Plaga Zombie | Pablo Parés & Hernán Sáez                                   | 1997                    | first-ever Argentine zombie horror film and part of the Plaga Zombie film series                                       | [ 312 ]                                 |
| Plaga Zombie: Zona Mutante | Pablo Parés & Hernán Sáez                                   | 2001                    | | [ 312 ]                                 |
| The Plague (Clive Barker's The Plague) | Hal Masonberg                                               | 2006                    | | [ 313 ]                                 |
| The Plague of the Zombies | John Gilling                                                | 1966                    | | [ 314 ]                                 |
| Plaguers | Brad Sykes                                                  | 2008                    | alien orb turns people into zombies                                                                                    | [ 315 ]                                 |
| Plan 9 from Outer Space | Ed Wood                                                     | 1959                    | | [ 30 ]                                  |
| Planet Terror | Robert Rodriguez                                            | 2007                    | | [ 316 ]                                 |
| Pontypool | Bruce McDonald                                              | 2009                    | zombie appears like infected human                                                                                     | [ 317 ]                                 |
| Pop Punk Zombies | Steve Dayton                                                | 2011                    | | [ 318 ]                                 |
| Portrait of a Zombie | Bing Bailey                                                 | 2012                    | | [ 319 ]                                 |
| Poultrygeist: Night of the Chicken Dead | Lloyd Kaufman                                               | 2006                    | | [ 320 ]                                 |
| Premutos: The Fallen Angel (Premutos – Der gefallene Engel, a.k.a. Premutos: Lord of the Living Dead) | Olaf Ittenbach                                              | 1997                    | | [ 321 ]                                 |
| Pride and Prejudice and Zombies | Burr Steers                                                 | 2016                    | | [ 322 ]                                 |
| Prince of Darkness (John Carpenter's Prince of Darkness) | John Carpenter                                              | 1987                    | | [ 323 ]                                 |
| Pro Wrestlers vs Zombies | Cody Knotts                                                 | 2013                    | | [ 324 ]                                 |
| Pushin' Up Daisies | Patrick Franklin                                            | 2010                    | | [ 325 ]                                 |
| Quarantine | John Erick Dowdle                                           | 2008                    | Remake of REC | [ 326 ]                                 |
| Quarantine 2: Terminal | John Pogue                                                  | 2011                    | | [ 157 ]                                 |
| The Quick and the Undead | Gerald Nott                                                 | 2006                    | | [ 327 ]                                 |
| Rabid | David Cronenberg                                            | 1977                    | |                                         |
| Rabid | Jen Soska & Sylvia Soska                                    | 2019                    | Remake |                                         |
| Raiders of the Living Dead | Samuel M. Sherman                                           | 1986                    | | [ 328 ]                                 |
| Les Raisins de la Mort (The Grapes of Death, Pesticide) | Jean Rollin                                                 | 1978                    | | [ 329 ] [ 330 ]                         |
| Rammbock | Marvin Kren                                                 | 2010                    | | [ 331 ]                                 |
| Rampant | Kim Sung-hoon                                               | 2018                    | | [ 332 ]                                 |
| The Rape After | Ho Meng Hua & Moon-Tong Lau                                 | 1986                    | | [ 333 ]                                 |
| Ravenous (Les Affamés) | Robin Aubert                                                | 2017                    | | [ 334 ]                                 |
| Re-Animator | Stuart Gordon                                               | 1985                    | | [ 61 ]                                  |
| REC | Jaume Balagueró & Paco Plaza                                | 2007                    | original | [ 335 ]                                 |
| REC 2 | Jaume Balagueró & Paco Plaza                                | 2009                    | sequel to REC | [ 336 ]                                 |
| REC 3: Genesis | Paco Plaza                                                  | 2012                    | parallel stories to REC                                                                                                | [ 337 ]                                 |
| REC 4: Apocalypse | Jaume Balagueró                                             | 2014                    | parallel stories to REC                                                                                                | [ 338 ]                                 |
| Redcon-1 | Cheung Chee Keong                                           | 2018                    | | [ 339 ]                                 |
| Redneck Zombies | Pericles Lewnes                                             | 1987                    | | [ 340 ]                                 |
| Reel Zombies | David J. Francis                                            | 2008                    | third installment in Zombie Night series, mockumentary                                                                 | [ 341 ]                                 |
| Reichsführer SS | David B. Stewart                                            | 2014                    | | [ 342 ]                                 |
| Remains (Steve Niles' Remains) | Colin Theys                                                 | 2011                    | | [ 343 ]                                 |
| Remington and the Curse of the Zombadings (Zombadings 1: Patayin sa Shokot si Remington) | Jade Castro                                                 | 2011                    | |                                         |
| Resident Evil | Paul W. S. Anderson                                         | 2002                    | first film in the Resident Evil series                                                                                 | [ 344 ]                                 |
| Resident Evil: Afterlife | Paul W. S. Anderson                                         | 2010                    | | [ 345 ]                                 |
| Resident Evil: Apocalypse | Alexander Witt                                              | 2004                    | | [ 240 ]                                 |
| Resident Evil: Damnation | Makoto Kamiya                                               | 2012                    | animated | [ 346 ]                                 |
| Resident Evil: Degeneration (Biohazard: Degeneration) | Makoto Kamiya                                               | 2008                    | animated | [ 347 ]                                 |
| Resident Evil: Extinction | Russell Mulcahy                                             | 2007                    | | [ 348 ]                                 |
| Resident Evil: The Final Chapter | Paul W. S. Anderson                                         | 2016                    | |                                         |
| Resident Evil: Retribution | Paul W. S. Anderson                                         | 2012                    | | [ 349 ]                                 |
| Resident Evil: Vendetta | Takanori Tsujimoto                                          | 2017                    | animated | [ 350 ]                                 |
| Return of the Blind Dead | Amando de Ossorio                                           | 1973                    | second film in de Ossorio's Blind Dead series                                                                          | [ 351 ] [ 352 ]                         |
| The Return of the Living Dead | Dan O'Bannon                                                | 1985                    | | [ 30 ]                                  |
| Return of the Living Dead Part II | Ken Wiederhorn                                              | 1988                    | | [ 287 ]                                 |
| Return of the Living Dead 3 | Brian Yuzna                                                 | 1993                    | | [ 33 ]                                  |
| Return of the Living Dead: Necropolis | Ellory Elkayem                                              | 2005                    | | [ 353 ]                                 |
| Return of the Living Dead: Rave to the Grave | Ellory Elkayem                                              | 2005                    | | [ 354 ]                                 |
| The Crazies | Breck Eisner                                                | 2010                    | oameni infectați |                                         |
| The Returned | Manuel Carballo                                             | 2013                    | | [ 355 ]                                 |
| Revenge of the Living Dead Girls | Pierre B. Reinhard                                          | 1987                    | | [ 356 ]                                 |
| The Revenant | D. Kerry Prior                                              | 2009                    | combination of zombie and vampire                                                                                      | [ 357 ]                                 |
| Revenge of the Zombies | Steve Sekely                                                | 1943                    | | [ 358 ]                                 |
| Revolt of the Zombies | Victor Halperin                                             | 1936                    | | [ 359 ]                                 |
| The Rezort | Steve Barker                                                | 2015                    | | [ 360 ]                                 |
| Rise of the Zombies | Nick Lyon                                                   | 2012                    | | [ 361 ]                                 |
| Ritual (Tales from the Crypt: Ritual) | Avi Nesher                                                  | 2002                    | | [ 362 ]                                 |
| War of the Zombies (Rome Against Rome) | Giuseppe Vari                                               | 1964                    | | [ 363 ]                                 |
| The Roost | Ti West                                                     | 2005                    | | [ 364 ]                                 |
| Route 666 | William Wesley                                              | 2001                    | | [ 365 ]                                 |
| Run | Touch Oudom                                                 | 2013                    | Publicised as first Cambodian zombie film                                                                              | [ 366 ]                                 |
| Santo vs. the Zombies (Invasion of the Zombies) | Benito Alazraki                                             | 1962                    | | [ 367 ]                                 |
| SARS Wars | Taweewat Wantha                                             | 2004                    | | [ 368 ]                                 |
| Scary or Die | Bob Badway, Michael Emanuel, Igor Meglic                    | 2012                    | "The Crossing" and "Lover Come Back" segments                                                                          | [ 369 ]                                 |
| Scooby-Doo on Zombie Island | Hiroshi Aoyama & Kazumi Fukushima                           | 1998                    | | [ 321 ]                                 |
| School-Live! | Issei Shibata                                               | 2019                    | | [ 370 ]                                 |
| Schoolgirl Apocalypse | John S. Cairns                                              | 2011                    | | [ 371 ]                                 |
| Scouts Guide to the Zombie Apocalypse | Christopher B. Landon                                       | 2015                    | | [ 372 ]                                 |
| Seoul Station | Yeon Sang-ho                                                | 2016                    | | [ 373 ]                                 |
| The Serpent and the Rainbow | Wes Craven                                                  | 1988                    | | [ 374 ]                                 |
| Severed: Forest of the Dead | Carl Bessai                                                 | 2005                    | a nu se confunda cu Forest of the Dead                                                                                 | [ 375 ]                                 |
| Sexykiller (Sexykiller, morirás por ella) | Paco Cabeza                                                 | 2008                    | | [ 376 ]                                 |
| Shadow: Dead Riot | Derek Wan                                                   | 2006                    | | [ 377 ]                                 |
| Shaolin vs. Evil Dead (Shao lin jiang shi, Siu lam geung see) | Douglas Kung                                                | 2004                    | | [ 378 ]                                 |
| Shatter Dead | Scooter McCrae                                              | 1994                    | | [ 379 ]                                 |
| Shaun of the Dead | Edgar Wright                                                | 2004                    | | [ 30 ]                                  |
| Shed of the Dead | Drew Cullingham                                             | 2019                    | |                                         |
| Shock Waves | Ken Wiederhorn                                              | 1977                    | | [ 380 ]                                 |
| Sick: Survive the Night | Ryan M. Andrews                                             | 2012                    | | [ 381 ]                                 |
| Silent Night, Zombie Night | Sean Cain                                                   | 2009                    | | [ 382 ]                                 |
| Sint (Saint, Saint Nick) | Dick Maas                                                   | 2010                    | | [ 383 ]                                 |
| The Sky Has Fallen | Doug Roos                                                   | 2009                    | | [ 384 ]                                 |
| Slither | James Gunn                                                  | 2006                    | | [ 385 ]                                 |
| Special Dead | Thomas L. Phillips and Sean Simmons                         | 2006                    | | [ 386 ]                                 |
| Splinter | Toby Wilkins                                                | 2008                    | humans infected by splinters                                                                                           | [ 387 ]                                 |
| Stacy | Naoyuki Tomomatsu                                           | 2001                    | | [ 134 ] [ 388 ]                         |
| Stag Night of the Dead | Neil Jones                                                  | 2008                    | | [ 389 ]                                 |
| Stalled | Christian James                                             | 2013                    | | [ 390 ]                                 |
| State of Emergency | Turner Clay                                                 | 2011                    | | [ 391 ]                                 |
| The Stink of Flesh | Scott Phillips                                              | 2005                    | | [ 392 ]                                 |
| The Stories of Grandmother Basyang (Mga Kuwento ni Lola Basyang) | Maryo J. delos Reyes                                        | 1985                    | second story is Zombie                                                                                                 |                                         |
| Sugar Hill | Paul Maslansky                                              | 1974                    | | [ 393 ]                                 |
| The Supernaturals | Armand Mastroianni                                          | 1986                    | | [ 394 ]                                 |
| Surf II | Randall Badat                                               | 1984                    | băutura transformă oamenii în zombi                                                                                    | [ 395 ]                                 |
| Survival of the Dead | George A. Romero                                            | 2009                    | a patra continuare a Night of the Living Dead                                                                          | [ 396 ]                                 |
| Swamp Zombies | Len Kabasinski                                              | 2005                    | | [ 397 ]                                 |
| Tales of Terror | Roger Corman                                                | 1962                    | | [ 398 ]                                 |
| Teenage Exorcist | Grant Austin Waldman                                        | 1991                    | | [ 399 ]                                 |
| Teenage Zombies | Jerry Warren                                                | 1959                    | | [ 400 ] [ 399 ]                         |
| Terror-Creatures from the Grave (5 tombe per un medium, Cemetery of the Living Dead) | Massimo Pupillo                                             | 1965                    | | [ 401 ]                                 |
| The Omega Man | Boris Sagal                                                 | 1971                    | oameni infectați. Second adaptation of the novel, I Am Legend                                                          |                                         |
| They Came Back | Robin Campillo                                              | 2004                    | | [ 402 ]                                 |
| They Walk | Charles House II                                            | 2010                    | | [ 403 ]                                 |
| Tokyo Zombie | Sakichi Satō                                                | 2005                    | | [ 404 ]                                 |
| Tombs of the Blind Dead | Amando de Ossorio                                           | 1972                    | first film in de Ossorio's Blind Dead series                                                                           | [ 405 ]                                 |
| Tormented | Jon Wright                                                  | 2009                    | | [ 406 ]                                 |
| Toxic Zombies | Charles McCrann                                             | 1980                    | | [ 407 ]                                 |
| Trailer Park of Terror | Steven Goldmann                                             | 2008                    | | [ 408 ]                                 |
| Train to Busan | Yeon Sang-ho                                                | 2016                    | | [ 373 ]                                 |
| Trip Ubusan: The Lolas vs. Zombies | Mark A. Reyes                                               | 2017                    | | [ 409 ]                                 |
| Uncle Sam | William Lustig                                              | 1996                    | | [ 410 ]                                 |
| Undead | Michael Spierig & Peter Spierig                             | 2003                    | | [ 411 ]                                 |
| Undead or Alive | Glasgow Phillips                                            | 2007                    | | [ 412 ]                                 |
| Undead Pool (Attack Girls' Swim Team versus the Undead) | Kôji Kawano                                                 | 2007                    | | [ 413 ]                                 |
| Uniform SurviGirl I (Seifuku Survivor Girl, Seifuku sabaigâru I) | Hiroshi Kaneko                                              | 2008                    | | [ 414 ]                                 |
| Urban Decay | Harry Basil                                                 | 2007                    | | [ 415 ]                                 |
| Valley of the Zombies | Philip Ford                                                 | 1946                    | | [ 416 ]                                 |
| Vampires vs. Zombies (Carmilla the Lesbian Vampire) | Vince D'Amato                                               | 2004                    | | [ 417 ]                                 |
| Vengeance of the Zombies (La rebelión de las muertas) | León Klimovsky                                              | 1973                    | | [ 418 ]                                 |
| Vere Vazhi Ille (No Other Way) | M.S. Prem Nath                                              | 2015                    | Promoted as first Malaysian Tamil language zombie film                                                                 | [ 419 ]                                 |
| Versus (Vāsasu) | Ryuhei Kitamura                                             | 2000                    | | [ 61 ] [ 420 ]                          |
| V/H/S | Adam Wingard (one segment only)                             | 2012                    | Anthology film; segment Tape 56/frame narrative                                                                        | [ 421 ]                                 |
| V/H/S/2 | Eduardo Sánchez & Gregg Hale (one segment only)             | 2013                    | Anthology film; segment A Ride in the Park                                                                             | [ 422 ]                                 |
| The Video Dead | Robert Scott                                                | 1987                    | | [ 423 ]                                 |
| The Vineyard | James Hong                                                  | 1989                    | | [ 424 ]                                 |
| Violent Shit III: Infantry of Doom (Zombie Doom) | Andreas Schnaas                                             | 1999                    | | [ 425 ]                                 |
| A Virgin Among the Living Dead | Jesús Franco                                                | 1973                    | main character has visions of zombies                                                                                  | [ 424 ] [ 426 ]                         |
| Virus Undead | Wolf Wolff and Ohmuti                                       | 2008                    | | [ 427 ]                                 |
| Voodoo | Rene Eram                                                   | 1995                    | voodoo cult | [ 428 ]                                 |
| Voodoo Dawn | Steven Fierberg                                             | 1990                    | | [ 429 ]                                 |
| Voodoo Island | Reginald LeBorg                                             | 1957                    | | [ 430 ]                                 |
| Voodoo Man | William Beaudine                                            | 1944                    | | [ 431 ]                                 |
| War of the Dead (Stone's War) | Marko Makilaakso                                            | 2011                    | | [ 432 ]                                 |
| Warm Bodies | Jonathan Levine                                             | 2013                    | zombie romance inspired by Romeo and Juliet                                                                            | [ 433 ]                                 |
| Warning Sign | Hal Barwood                                                 | 1985                    | | [ 434 ]                                 |
| Wasting Away (Aaah! Zombies!!) | Matthew Kohnen                                              | 2007                    | | [ 435 ]                                 |
| Waxwork | Anthony Hickox                                              | 1988                    | | [ 436 ]                                 |
| Waxwork II: Lost in Time | Anthony Hickox                                              | 1992                    | | [ 436 ]                                 |
| Weekend at Bernie's II | Robert Klane                                                | 1993                    | | [ 437 ]                                 |
| Sorgenfri (What We Become) | Bo Mikkelson                                                | 2015                    | | [ 438 ]                                 |
| White Zombie | Victor Halperin                                             | 1932                    | believed to be the earliest zombie film                                                                                | [ 439 ] [ 440 ]                         |
| Wicked Little Things | J.S. Cardone                                                | 2006                    | | [ 441 ]                                 |
| Wilczyca (The Wolf, She-Wolf) | Marek Piestrak                                              | 1983                    | dead woman comes back as an undead werewolf                                                                            | [ 442 ] [ 443 ]                         |
| Wild Zero | Tetsuro Takeuchi                                            | 2000                    | | [ 444 ] [ 134 ]                         |
| The Woman Eater | Charles Saunders                                            | 1957                    | | [ 445 ]                                 |
| World War Z | Marc Forster                                                | 2013                    | | [ 446 ]                                 |
| Wyrmwood: Road of the Dead | Kiah Roache-Turner                                          | 2014                    | | [ 447 ]                                 |
| Yoroi Samurai Zombie (Yoroi: Samurai Zonbie, Samurai Zombie) | Tak Sakaguchi                                               | 2008                    | | [ 448 ] [ 157 ]                         |
| Z Island | Hiroshi Shinagawa                                           | 2015                    | | [ 449 ] [ 450 ]                         |
| Zeder (Revenge of the Dead) | Pupi Avati                                                  | 1983                    | | [ 451 ]                                 |
| Zeta (When The Dead Awaken) | Amanda Iswan                                                | 2018                    | | [ 452 ]                                 |
| Zibahkhana (Hell's Ground) | Omar Khan                                                   | 2007                    | Pakistan's first zombie movie                                                                                          | [ 453 ]                                 |
| ZMD: Zombies of Mass Destruction | Kevin Hamedani                                              | 2009                    | | [ 454 ]                                 |
| Zombeavers | Jordan Rubin                                                | 2014                    | | [ 455 ]                                 |
| Zombi 2 (Zombie, Zombie Flesh Eaters) | Lucio Fulci                                                 | 1979                    | an unlicensed sequel to Zombi (the Italian title of Dawn of the Dead)                                                  | [ 456 ] [ 30 ]                          |
| Zombi 3 (Zombie Flesh Eaters 2) | Lucio Fulci & Bruno Mattei                                  | 1988                    | | [ 457 ]                                 |
| Zombi Child | Bertrand Bonello                                            | 2019                    | |                                         |
| Zombi Kampung Pisang (Zombies from Banana Village) | Mamat Khalid                                                | 2007                    | | [ 458 ]                                 |
| Zombibi (Kill Zombie or Zombie Kill) | Martijn Smits & Erwin van den Eshof                         | 2012                    | Dutch splatter comedy zombie movie                                                                                     | [ 459 ]                                 |
| Zombie | Bhuvan R Nullan                                             | 2019                    | | [ 460 ]                                 |
| Zombie 108 | Joe Chien                                                   | 2012                    | | [ 461 ]                                 |
| Zombie 4: After Death (Oltre la morte, Zombie Flesh Eaters 3) | Claudio Fragasso                                            | 1988                    | | [ 462 ]                                 |
| Zombie 5: Killing Birds (Uccelli assassini) | Claudio Lattanzi                                            | 1991                    | | [ 463 ]                                 |
| Zombie Apocalypse | Nick Lyon                                                   | 2011                    | | [ 464 ]                                 |
| Zombie Ass (Zombie Ass: Toilet of the Dead) | Noboru Iguchi                                               | 2011                    | | [ 465 ]                                 |
| Zombie Bloodbath | Todd Sheets                                                 | 1993                    | | [ 466 ]                                 |
| Zombie Brigade | Carmelo Musca & Barrie Pattison                             | 1988                    | | [ 467 ]                                 |
| Zombie Chronicles | Brad Sykes                                                  | 2001                    | | [ 468 ]                                 |
| The Zombie Diaries | Michael Bartlett & Kevin Gates                              | 2006                    | | [ 469 ]                                 |
| The Zombie Diaries 2 | Michael Bartlett & Kevin Gates                              | 2011                    | sequel | [ 470 ]                                 |
| The Zombie Farm | Ricardo Islas                                               | 2011                    | | [ 471 ]                                 |
| Zombie Fight Club | Joe Chien                                                   | 2014                    | | [ 472 ]                                 |
| Krachak Krien (Zombie Fighters) | Poj Arnon                                                   | 2017                    | | [ 473 ]                                 |
| Zombie High | Ron Link                                                    | 1987                    | | [ 474 ]                                 |
| Zombie Holocaust (Zombi Holocaust) | Marino Girolami                                             | 1980                    | | [ 475 ]                                 |
| Zombie Holocaust (Female Mercenaries on Zombie Island) | Gary Whitson                                                | 1995                    | | [ 476 ]                                 |
| Zombie Honeymoon | David Gebroe                                                | 2004                    | | [ 477 ]                                 |
| Zombie Hunter | Kevin King                                                  | 2013                    | | [ 478 ]                                 |
| The Zombie King | Aidan Belizaire                                             | 2013                    | | [ 479 ]                                 |
| Zombie King and the Legion of Doom (Zombie Beach Party, Enter ... Zombie King) | Stacey Case                                                 | 2004                    | | [ 480 ] [ 481 ]                         |
| Zombie Lake | Jean Rollin                                                 | 1981                    | | [ 482 ] [ 483 ]                         |
| Zombie Massacre | Luca Boni and Marco Ristori                                 | 2013                    | | [ 484 ]                                 |
| Zombie Nation | Ulli Lommel                                                 | 2004                    | | [ 485 ]                                 |
| Zombie Night | David J. Francis                                            | 2003                    | | [ 486 ]                                 |
| Zombie Night | John Gulager                                                | 2013                    | | [ 487 ]                                 |
| Zombie Night 2: Awakening | David J. Francis                                            | 2006                    | sequel to the 2003 film                                                                                                | [ 341 ]                                 |
| Zombie Nightmare | Jack Bravman                                                | 1986                    | | [ 488 ]                                 |
| Zombie Planet | George Bonilla                                              | 2003                    | | [ 489 ]                                 |
| Zombie Self-Defense Force (Zonbi jieitai) | Naoyuki Tomomatsu                                           | 2006                    | | [ 490 ]                                 |
| Zombie Strippers | Jay Lee                                                     | 2008                    | | [ 491 ]                                 |
| Zombie Undead | Rhys Davies                                                 | 2010                    | | [ 492 ]                                 |
| Zombie! vs. Mardi Gras | Will Frank & Karl DeMolay                                   | 1999                    | | [ 493 ]                                 |
| Zombie Wars | David A. Prior                                              | 2006                    | | [ 494 ]                                 |
| Zombie Women of Satan | Steve O'Brien and Warren Speed                              | 2009                    | | [ 495 ]                                 |
| Zombiegeddon | Chris Watson                                                | 2003                    | | [ 496 ]                                 |
| Zombieland | Ruben Fleischer                                             | 2009                    | | [ 497 ]                                 |
| Zombieland: Double Tap | Ruben Fleischer                                             | 2019                    | | [ 498 ]                                 |
| Zombies | Hamid Torabpour                                             | 2017                    | |                                         |
| Zombies | Paul Hoen                                                   | 2018                    | Disney Channel movie                                                                                                   |                                         |
| Zombies In Tha Hood | Leon Mitchell                                               | 2016                    | |                                         |
| Zombies of Mora Tau | Edward L. Cahn                                              | 1957                    | | [ 26 ]                                  |
| Zombies on Broadway (Loonies on Broadway) | Gordon Dines & Gordon M. Douglas                            | 1945                    | | [ 499 ]                                 |
| Zombies! Zombies! Zombies! | Jason M. Murphy                                             | 2008                    | | [ 500 ]                                 |
| Zombiez | John Bacchus                                                | 2005                    | | [ 501 ]                                 |
| The Zombinator | Sergio Myers                                                | 2012                    | | [ 502 ]                                 |
| Zombiology: Enjoy Yourself Tonight | Alan Lo Wai-lun                                             | 2017                    | | [ 503 ]                                 |
| Zombiepura | Jacen Tan                                                   | 2018                    | Promovat ca primul film cu zombi din Singapore                                                                         | [ 504 ]                                 |
| Zone of the Dead (Зона мртвих, Zona Mrtvih, Apocalypse of the Dead) | Milan Konjević & Milan Todorović                            | 2009                    | | [ 505 ]                                 |
| Zoombies | Glenn R. Miller                                             | 2016                    | | [ 506 ]                                 |

## Vezi și
- Listă de filme cu mumii
- Kuolleiden talvi